# Molophilus ctenistes
Molophilus ctenistes là một loài ruồi trong họ Limoniidae. Chúng phân bố ở miền Australasia.